# Comunità di San Giovanni (istituto secolare)
La Comunità di San Giovanni (in tedesco: Johannesgemeinschaft) è un istituto secolare della Chiesa cattolica, fondato l'8 dicembre 1944 a Basilea dal teologo Hans Urs von Balthasar e dalla mistica Adrienne von Speyr, per ispirazione di quest'ultima.

## Storia
(Hans Urs von Balthasar)
Il teologo Balthasar, guida spirituale della Comunità, tenne gli esercizi spirituali di fondazione il 5 agosto 1945 a Estavayer-le-Lac. Pochi giorni dopo, il 9 agosto, la Speyr avrebbe avuto proprio a Estavayer una visione dell'Apocalisse di Giovanni, apostolo al quale è intitolata la Comunità.
Per poter continuare ad occuparsi della Comunità di San Giovanni, della quale la Compagnia di Gesù non poteva farsi carico, Balthasar lasciò l'Ordine dei gesuiti l'11 febbraio 1950, dietro istruzione della Speyr.
Dalla Comunità, inizialmente costituita da giovani donne intenzionate a seguire i consigli evangelici, prese avvio nel 1982 un ramo maschile sacerdotale. A partire dalla fine degli anni Ottanta si è costituito il ramo maschile laicale.
Il 28 settembre 1985, in occasione di un convegno sul ruolo ecclesiale di Adrienne von Speyr, papa Giovanni Paolo II ha espresso il seguente augurio alla Comunità da lei fondata:
Della Comunità ha fatto parte, fra gli altri, suor Erika Holzach, nota per le sue visioni sulla morte di Giovanni Paolo I, raccolte da Balthasar nel libro Erika. Diario (Johannes, 1988).
La Comunità è stata di ispirazione, come modello generale per quanto riguarda la spiritualità e la struttura pensate dalla Speyr e da Balthasar, per i Memores Domini di Comunione e Liberazione.